# Lista de nomes bíblicos começando com F
Esta é uma lista de nomes bíblicos começando com F, ou seja, uma lista contendo os nomes de personagens bíblicos, históricos ou não, cujo nome comum se inicie pela letra "F".
- Faate – Governante[1]
- Fabiana
- Fabiane
- Fabiano
- Fabio
- Felix – feliz[2][3][4] feliz, próspero[5]

- Finéias foi um dos filhos de Eli, juiz de Israel. Era sacerdote e morreu na batalha contra os filisteus, junto com seu irmão Hofni